# لوري ليا شايفر
لوري ليا شايفر (بالإنجليزية: Laurie Lea Schaefer)‏ هي متسابقة ملكة الجمال وعارضة أمريكية، ولدت في 1950 في بيكسلي في الولايات المتحدة.

## وصلات خارجية
- لوري ليا شايفر على موقع IMDb (الإنجليزية)